# PlayStation 3の歴史
PlayStation 3の歴史（プレイステーションスリーのれきし）は、ソニー・コンピュータエンタテインメント(SCE)が発売した家庭用ゲーム機であるPlayStation 3の沿革について述べる。

## 沿革
- 2004年
  - 9月21日 - SCE、次世代PlayStationにBlu-ray Discドライブを採用することを発表。
  - 12月7日 - SCEとNVIDIA、次世代ゲーム機のGPUを共同開発することを正式発表。
- 2005年
  - 3月30日 - 東芝とエルピーダメモリ、PS3が採用する 512MビットXDR DRAMが発表。
  - 5月17日 - 「PlayStation 3 (PS3) 」正式発表。
  - 7月21日 - Havok社と戦略的ライセンス契約締結発表。物理エンジンをPlayStation 3向けソフトウェア開発キットの一部に採用。米国エピック・ゲームズ社と戦略的ライセンス契約締結発表。“Unreal Engine 3”の評価版をPlayStation 3向けソフトウェア開発キットに併せて提供。米国AGEIA社と戦略的ライセンス契約締結発表。物理演算ライブラリ“PhysX”をPlayStation 3向けソフトウェア開発キットの一部に採用。英国SNシステムズ社買収にむけて基本合意と発表。“ProDG”をPlayStation 3向けソフトウェア開発キットの一部に採用。
- 2006年
  - 3月15日 - 「PS Business Briefing 2006 March」にて、当初2006年春発売としていたPS3の発売を2006年11月に延期と発表。
  - 3月22日 - 「Game Developers Conference 2006」にて、正式にインターネットを利用したコンテンツ配信サービスE-Distribution Initiativeを行うと発表。
  - 5月9日 - 「E3 2006 SCE Press Conference」にて、発売日ならびに価格を発表。新コントローラも発表。
  - 8月30日 - PlayStation 3公式Webサイトオープン
  - 9月6日 - 欧州での発売を2007年3月に延期を発表。年内出荷台数を400万台から200万台に下方修正。（2007年3月までの見通しは600万台で変わらず）
  - 9月22日 - 日本国内、内蔵HDD20 GB版の価格を62,790円（税込）から49,980円（税込）に変更を発表。両モデルとも、HDMI端子 Ver.1.3を標準搭載することを公表。
  - 11月10日 - PS3 Linux Distributor's Starter Kit公開(Ver1.0)[1]
  - 11月11日 - 日本で発売。内蔵HDD20 GB版 販売価格 49,980円（税込）、内蔵HDD60 GB版 販売価格 オープンプライス。
  - 11月17日 - 北米で発売。20 GB版499ドル、60 GB版599ドル。
- 2007年
  - 2月 - ステレオサウンド発行の月刊誌『HiVi』において第22回HiViグランプリのペリフェラル部門賞を受賞[2]。
  - 3月1日 - 『ガンダム無双』とセットにした「ガンダム無双 with PLAYSTATION 3(HDD60 GB)」販売。
  - 3月23日 - 欧州、中東、アフリカ、オーストラリアで発売（60 GB版のみ）。
  - 4月12日 - 北米地区での20 GB版発売停止を発表。
  - 4月23日 - ソニー、青紫色半導体レーザーの生産体制及びビジネスの強化を発表[3]、業界最大の青紫色半導体レーザー月産170万個体制を確立、外販強化、コストダウンも進む。
  - 6月16日 - 韓国・米国・カナダで発売。欧州版(60 GB)をベースとした80 GB版。80 GB版は世界初で価格は518,000ウォン[4]。
  - 6月28日 - PlayStation.comにて「PLAYSTATION 3を楽しもう！」キャンペーン開始。本体購入者全員に「PSNチケット」プレゼント（60 GB・3,000円分　20 GB・2,000円分）
  - 7月9日 - 北米にて60 GB版を値下げ。米国は499ドル、カナダは549カナダドル。
  - 7月26日 - 〜みんGOL5で始めよう〜「PLAYSTATION 3 ビギナーズパック」を、60 GB(CECH-AMG)・61,980円　20 GB(CECH-BMG)・51,980円（各税込）で発売。
  - 8月 - 北米にてモーターストームを同梱した80 GB版を発売。
  - 8月30日 - 『BLADESTORM 百年戦争』とオリジナルサウンドトラックをセットにした「BLADESTORM 百年戦争 with PLAYSTATION 3(HDD60 GB) 」を64,980円（税込）で発売。
  - 10月7日 - 欧州で40 GB版を399ユーロで発売すると発表。60 GB版の499ユーロへ値下げを発表。
  - 10月9日 - 日本で40 GB版を39,980円（税込）で発売および新色セラミック・ホワイト(CECHH00 CW)の発表。10月17日以降、20 GB版の44,980円（税込）、60 GB版の54,980円（税込）への値下げを発表[5]。
  - 10月10日 - 欧州で40 GB版を発売。
  - 10月17日 - 本体購入時（一部店舗除）に20万枚限定でソニー・ピクチャーズ エンタテインメントより発売された『スパイダーマン3』Blu-ray Disc版を贈呈。
  - 11月11日 - 日本で65 nmプロセスのCellを搭載した「CECHH00シリーズ」40 GB版が発売[6]。本体色はクリアブラックとセラミック・ホワイトの2色。『真・三國無双5』とマップファイル等をセットにした「真・三國無双5 with PLAYSTATION 3(40 GB/セラミック・ホワイト) 」を49,980円（税込）で発売。
- 2008年
  - 1月10日 - SCEJ、日本で20 GBモデルと60 GBモデルの出荷を1月中に終了する事を正式発表[7]。
  - 1月31日 - SCEJ、『デビル メイ クライ 4』とプレミアム映像を収録したBlu-ray Discをセットにした特別生産限定商品「PLAYSTATION 3 “デビル メイ クライ 4”プレミアムBDパック」(クリアブラック：CECHHDM、セラミック・ホワイト：CECHHCWDM)を47,800円（税込）で発売。
  - 2月5日 - SCEJ、40 GBの新色「サテン・シルバー」を2008年3月6日（木）より39,980円（税込）で発売すると発表[8]。
  - 3月6日 - セガ、『龍が如く 見参!』と特製ステッカー“昇龍”をセットにした「PlayStation 3『龍が如く 見参！』パック」を47,040円（税込）で発売。
  - 5月2日 - SCEJ、「PLAYSTATION3 METAL GEAR SOLID 4 GUNS OF THE PATRIOTS WELCOME BOX with DUALSHOCK3」の発売を発表[9]。
  - 5月14日 - ソニー、2007年度第4四半期業績発表にて08年3月期ではゲーム事業は1245億円の赤字を発表。また質疑応答にて「Wiiに数で追いつくつもりはない」と発表し方針転換が明らかとなる。
  - 6月12日 - コナミデジタルエンタテインメント、『メタルギアソリッド4』と40 GBモデルオリジナルカラーを施した【鋼 -HAGANE-】(CECHH00 MG)と本体同色のDUALSHOCK 3がセットの「METAL GEAR SOLID 4 GUNS OF THE PATRIOTS プレミアムパック」を51,800円（税込）で発売[10]。
  - 6月26日 - ソニーグループの「中期経営方針説明会」にてSCE平井一夫、台数は前年比200%を記録し『MGS4』発売初週は前週比8倍を記録し本体販売台数を牽引したこと、PlayStation 3用として初めてBlu-ray Disc50 GBを使い切り、PlayStation 3ならではの作品の重要性等も説明[11]。
  - 7月8日 - SCEJ、7月18日から8月31日の間でPlayStation 3本体とPlayStation 3専用ソフトウェアを同時購入すると抽選でブラビアなど、豪華賞品が合計1,000名に当たる「祝！PS3生活」プレゼントキャンペーンを実施[12]。
  - 7月11日 - SCEJ、国内においてゲーム内動的広告の開始を発表[13]。
  - 7月15日 - SCEA、40 GBモデルのHDDを80 GBに増量した新型80 GBモデルを北米にて、2008年9月に発売することを発表[14]。
  - 7月16日 - SCEE、新型80 GBモデルを欧州等のPAL地域での発売を発表。発売日は8月27日、ロシアはその2週間後[15]。
  - 8月21日 - SCEJ、ワイヤレスキーパッドを年末に日米欧で発売する予定を発表[16]。
  - 9月2日 - SCEJ、ワイヤレスヘッドセットの2008年10月30日発売を発表[17]。
  - 9月18日 - SCE、Life with PlayStation（英語版）の提供開始を発表[18]。
  - 9月20日 - マレーシアで80 GB版を495ドルで発売。
  - 10月9日 - SCEJ、東京ゲームショウ2008にてHDD容量を40 GBから80 GBに倍増しDUALSHOCK 3を標準装備した、PlayStation 3（CECHL00シリーズ）を、10月30日から価格据え置きの39,980円（税込）で発売することを発表、期間限定でグランツーリスモ5プロローグ Spec IIIを同梱[19]。なお、40 GBモデルは10月10日からオープン価格に変更。『リトルビッグプラネット』とDUALSHOCK 3を2個セットにした「PlayStation 3 リトルビッグプラネット ドリームボックス」を44,980円（税込）で発売することも発表。ワイヤレスキーパッドの発売日と価格を明らかにし、加えてACアダプターの発売日と価格を発表[20]。コナミ、『ワールドサッカー ウイニングイレブン 2009』と、PlayStation  3（CECHL00シリーズ）にDUALSHOCK 3を2個セットにした「ウイニングイレブン×UEFA CHAMPIONS LEAGUE アニバーサリーBOX」を、11月27日から46,980円（税込）で発売することを発表。
  - 10月23日 - SCE、日本で出荷される80 GB版（CECHL00シリーズ）の全数がCell、RSXともに65 nm世代となることを公表[21]。
  - 10月30日 - 80 GB版（CECHL00シリーズ）発売。消費電力検証にて40 GB版（CECHH00シリーズ）約145 W前後、80 GB版（CECHL00シリーズ）約128 W前後で、前モデルより省電力となっている[22]。
  - 12月2日 - SCEJ、12月18日から全国のPS3取り扱い店舗でPS3購入者を対象に、体験版やプロモーション映像が収録された「“みんなでわいわい！ 子供も大人も楽しめるスペシャル デモ ディスク 赤”」と、「“ひとりでじっくり！ 手に汗握るスペシャル デモ ディスク 白”」がもらえる「“祝！PS3生活” スペシャル デモ ディスク プレゼントキャンペーン」を行うことを発表[23]。
- 2009年
  - 1月6日 - セガ、2月26日に発売予定の『龍が如く3』と、80 GB版（CECHL00シリーズ）のセラミック・ホワイトを特別にデザインした本体を同梱する「龍が如く3“昇り龍”パック」の正式デザインと、10,000台限定の45,980円（税込）で発売する事を発表[24]。
  - 1月7日 - カプコン、3月5日に発売予定の『バイオハザード5』と、80 GB版（CECHL00シリーズ）のクリアブラックにオリジナルロゴを施した本体に、DUALSHOCK 3を2個セットにした「PLAYSTATION 3 バイオハザード5 プレミアム リミテッド BOX」を48,980円（税込）で発売する事を発表[25]。
  - 1月16日 - Google、同社が運営する動画共有サービス「YouTube」においてテレビ画面視聴に最適化した専用サービス「YouTube for Television」を発表。PS3のブラウザ機能から「www.youtube.com/tv」（現在はwww.youtube.com/xl）にアクセスすると、PS3での操作に最適化された YouTubeの画面が表示される[26]。
  - 1月19日 - スクウェア・エニックス、HDDを160 GBに倍増し、特別色の“Cloud Black”でクラウディウルフの紋章が施されたオリジナルデザインのPS3と、『ファイナルファンタジーVII アドベントチルドレン コンプリート』 Blu-ray Disc版と、『ファイナルファンタジーXIII』体験版を同梱した「FINAL FANTASY VII ADVENT CHILDREN COMPLETE PLAYSTATION 3 “Cloud Black” HDD 160 GB特別仕様 +「FINAL FANTASY XIII」Trial Version Set」を、4月16日に49,980円（税込）で発売予定を発表[27]。
  - 3月24日 - SCE、開発モデル「DECR-1400A」「DECR-1400J」の導入を発表[28]。
  - 8月19日 - SCE、HDD120 GB内蔵しデザインをスリムにして価格を値下げした新型「CECH-2000A」を9月1日より北米、欧州、アジア地域で希望小売価格299USドル、299ユーロにて、9月3日より日本で希望小売価格29,980円での販売、PS3の英語表記を“PLAYSTATION 3”から“PlayStation 3”へ変更、本体表面のロゴの一新、45 nm Cellの採用、ブラビアリンク対応等を発表[29]。SCEJ、HDMIケーブル（型番：CEJH-15004）3,000円税込と、縦置きスタンド（型番：CECH-ZS1）2,000円税込を、9月3日に発売することを発表[30]。バンダイナムコゲームス、新型PlayStation 3（CECH-2000A）と機動戦士ガンダム戦記等を同梱した「機動戦士ガンダム戦記 GUNDAM 30th ANNIVERSARY BOX」を、38,359円（税込）で9月3日に発売することを発表[31]。
  - 8月21日 - SCE、新型PlayStation 3（CECH-2000）の詳細情報として、HDMI端子からビットストリーム出力ができることなどを発表[32]。
  - 8月31日 - 新型PlayStation 3（CECH-2000A）の動作音と消費電力を歴代モデルと比較した結果、消費電力をBDビデオ再生時で比較した場合、初代60 GBモデル(CECHA00)が約168から169W台、2代目40 GBモデル（CECHH00）が約118から119W台、4代目の新型120 GBモデル（CECH-2000A）が約83 Wとなっている[33]。
  - 9月24日 - SCE、『「プレイステーション ３」 FINAL FANTASY XIII LIGHTNING EDITION』の発売を発表[34]
  - 10月1日 - SCEA、インドネシア共和国で「CECH-2006A」の発売を発表[35]
  - 10月-12月 - PSPと同じ、対応ソフトのパッケージデザインが変更され、右部の黒枠から上部の黒と灰色のグラデーションになり、PSシリーズのロゴの下にPLAYSTATION 3の横文字からPS3の文字に変更し、若干大きくなった。この時期に発売されたソフトは新デザインと旧デザインのものが混在している。
  - 11月16日 - アメリカ空軍、PlayStation 3を元に研究用のスーパーコンピュータ制作を目的として、2,200台のPlayStation 3を導入する事を発表[36]。
  - 12月25日 - AV Watch、2009年AV Watchニュース記事 年間アクセスランキングを発表し、新型PlayStation 3（CECH-2000A）の発売日発表の記事が、アクセスランキングトップになった事を発表[37]。
- 2010年
  - 1月6日 - SCEJ、PlayStation 3とBlu-ray Disc版マイケル・ジャクソン THIS IS ITをセットにした『PlayStation 3 「マイケル・ジャクソン THIS IS IT」 Special Pack』（CEJH-10009）を、2010年1月27日から33,500円（税込）で限定販売する事を発表[38][39]。
  - 1月14日 - SCEJ、内蔵HDDを250 GBにした「CECH-2000B」を数量限定で2月18日より34,980円（税込）で発売する事を発表[40][41]。『「プレイステーション ３」地デジレコーダーパック』（CEJH-10010）を数量限定で3月より42,800円（税込）で発売する事を発表[42][43]。
  - 1月18日 - SCEA、ベトナムで120 GBモデル「CECH-2006A」の発売を発表[44]。
  - 2月4日 - 2009年第四半期決算発表会にて、ソニー副社長でCFOの大根田伸行は「今年から来年にかけて15％ほどのコスト改善を行う。」と述べ、具体的には,例えばグラフィックスLSI「RSX」の製造プロセスを現行の65 nmから40 nm台へと移行する予定[45]。
  - 3月9日 - ソニー、3D立体視対応ブラビア 3シリーズを発表。6月10日のLX900シリーズ発売予定に合わせてPlayStation 3の3D立体視対応アップデートを行い、3D立体視対応ゲームタイトルを投入することも発表[46]。
  - 3月29日 - SCEA、フィリピンで120 GBモデル「CECH-2012A」250 GBモデル「CECH-2012B」の発売を発表[47]。
  - 6月16日 - SCE、サラウンドサウンドシステムの発売を発表[48]。
  - 7月6日 - SCEJ、「CECH-2500」の発売を発表[49]。
  - 8月18日 - SCEJ、「PlayStation®3 GRAN TURISMO 5 RACING PACK」の発売を発表[50]。
  - 9月16日 - SCEJ、CECH-2500「クラシック・ホワイト」の発売を発表[51]。
  - 10月5日 - SCEJ、「PlayStation 3 HDDレコーダーパック 320GB」の発売を発表[52]。
- 2011年
  - 2月1日 - SCEJ、PS3用 「BDリモートコントローラ」の発売を発表[53]。CECH-2500シリーズ新色「サテン・シルバー」の発売を発表[54]。
  - 2月28日 - SCEJ、「PlayStation®3 HDDレコーダーパック 320GB」の発売を発表、春商戦に向けた「今だ！PS3キャンペーン」の実施を発表[55]。
  - 2月末頃、オランダ政府がPS3の輸入を暫定的に禁止した[56][57]。韓国のLG電子が申請していた、特許権侵害に基づく輸入禁止の仮処分を認めたもの[57]。
  - 3月1日 - SCE、開発者ツールのPhyreEngine（英語版）3.0の提供開始[58]。
  - 5月28日 - SCEJ、「PlayStation3 TALES OF XILLIA X(クロス) Edition」の発売を発表[59]。
  - 6月7日 - SCEJ、PS3対応 「ワイヤレスキーボード」の発売を発表[60]。「PlayStation®3 HDDレコーダーパック 320GB」の再販を発表[61]。SCE、関連商品である「3Dディスプレイ」の発売を発表[62]。
  - 6月19日 - CECH-3000シリーズ発売開始。軽量・省エネ化され、イジェクトボタンのディスク挿入状態LEDランプ、無線LANアクセスLEDランプ、電源ボタンおよびイジェクトボタンのバックライトを省略。AACS Final Adopter Agreementに準拠するために、BD映像ソフト（BD-ROM）、および著作権保護技術の適用されたコンテンツからの映像出力においてD端子出力などのアナログ出力についてはSD (480i)に制限されるように。
  - 8月8日 - SCEJ、PS3対応HDMIケーブルの発売を発表[63]。
  - 8月17日 - SCE、160 GBモデルの価格改定を発表[64]。
  - 9月1日 - SCEJ、「PlayStation®3 NINOKUNI MAGICAL EDITION」の発売を発表[65]。
  - 9月6日 - SCEJ、関連商品である「3Dディスプレイ」および「3Dメガネ」の発売を発表[66]。「アンチャーテッド -砂漠に眠るアトランティス- オリジナル DUALSHOCK3 同梱版」の発売を発表[67]。
  - 9月14日 - SCEJ、CECH-3000Bシリーズの新色「スプラッシュ・ブルー」「スカーレット・レッド」の発売を発表[68]。
  - 9月15日 - SCEJ、「PlayStation3 FINAL FANTASY XIII-2 LIGHTNING EDITION Ver.2」の発売を発表[69]。
  - 12月15日 - SCEJ、「PlayStation3 ワンピース 海賊無双 GOLD EDITION」の発売を発表[70]。
- 2012年
  - 5月8日 - SCEJ、「PlayStation3 HDDレコーダーパック 320GB」の価格改定を発表[71]。
  - 6月5日 - SCE、PlayStation Vitaとの連携を実現し、新たなゲーム体験提供する「cross platform feature」を展開[72]。周辺機器「ワンダーブック」の対応タイトル第一弾『ワンダーブック：ブックオブスペルズ』の発売を発表[73]。
  - 6月28日 - SCEJ、「DUALSHOCK3 TALES OF XILLIA®2 X(クロス) Edition」の発売を発表[74]。
  - 9月19日 - SCE、CECH-4000シリーズの発売を発表[75]。『みんなのGOLF 6』がセットになった「PlayStation3 スターターパック チャコール・ブラック」および「PlayStation3 スターターパック クラシック・ホワイト」の発売を発表[76]。
  - 10月2日 - SCEJ、「PlayStation3 真・北斗無双 LEGEND EDITION」の発売を発表[77]。
  - 10月4日 - さらに薄型･軽量化した新型のCECH-4000シリーズ(250 GB/500 GB)を発売。基本カラーバリエーションはチャコール・ブラック、クラシック・ホワイト、ガーネット・レッド、アズライト・ブルーの4色でのリリース。
  - 12月20日 - SCEJ、「God of War: Ascension オリジナル DUALSHOCK®3 同梱版」の発売を発表[78]。
- 2013年
  - 1月21日 - SCEJ、CECH-4000Bの新色「アズライト・ブルー」「ガーネット・レッド」の発売を発表[79]。
  - 3月28日 - SCE、開発者ツールのPhyreEngine3.5の提供開始[80]。
  - 5月8日 - SCE、ブラジルでの生産開始を発表[81]。SCEJA、「PlayStation®3 HDDレコーダーパック 250GB」の発売を発表[82]。
  - 8月下旬 - CECH-4000のマイナーチェンジ版、CECH-4200シリーズ(250 GB/500 GB)の出荷を開始。AACS Final Adopter Agreementに準拠するために、CECH-4000シリーズとの入れ替わりでの発売。これにより、CECH-4200シリーズ以降はBD映像ソフト（BD-ROM）および著作権保護技術の適用されたコンテンツからの映像出力はHDMIでのみ出力されるように変更されている。本体カラーはチャコール・ブラック、クラシック・ホワイトの2色のみ。
  - 9月9日 - SCEJA、「PlayStation3 スターターパック グランツーリスモ6同梱版」の発売を発表[83]。
  - 10月1日 - SCEJA、「PlayStation3 パペッティア パック」の発売を発表[84]。
  - 11月15日 - 後継機『PlayStation 4』が北米で発売[85]。
- 2014年
  - 2月28日 - 初期の機種であるCECH-A00・CECH-B00・CECH-H00・CECH-Q00の4機種について、修理部品の在庫がなくなり次第、アフターサービスの受付終了を発表[86]。
  - 4月2日 - CECH-A00、CECH-B00のアフターサービスの受付終了。
  - 7月2日 - CECH-H00、CECH-Q00のアフターサービスの受付終了。
  - 7月18日 - SCEJA、PS3に対応したハイスピードHDMIケーブルの発売を発表[87]。
  - 8月18日 - SCEJA、CECH-4300Cの発売を発表[88]。
- 2017年
  - 3月17日 - ソニー・インタラクティブエンタテインメント（SIE）、CECH-4300Cを近日中に日本国内への出荷終了を発表[89]。
  - 5月30日 - CECH-4300C、出荷完了[90]。

## 販売台数
- 2007年
  - 第3四半期 - 世界売上台数、490万台。PS3のソフト販売数が前年同期比約5倍となったが、2007年度通期のPS3販売見通しを1100万台から950万台へ下方修正、ゲーム事業の営業利益は、前期の542億円赤字から129億円の黒字に転換、売上は過去最高の5812億円だったが、PSPとPS2の黒字でPS3の赤字を埋めている形が明らかに[91]。
- 2008年
  - 第1四半期 - 世界売上台数、156万台で前年同期比86万台増、RSXは今後秋に向かって65 nmになり、2009年はさらにシュリンクしたものになることや、逆ザヤ解消は2009年度になる見通しを公表[92]。
  - 第3四半期 - 世界売上台数、446万台[93]。
- 2009年
  - 3月20日 - 日本累計301万4658台[94]。
  - 9月7日 - 日本累計343万1964台[95]。
  - 9月24日 - CECH-2000A、発売から3週間で全世界実売台数100万台を突破[96]。
  - 12月16日 - 日本累計402万563台[97]。
  - 12月21日 - 日本累計426万5969台[98]。
  - 12月27日 - 日本累計439万1407台[99]。
- 2010年
  - 3月28日 - 日本累計493万4824台[100]。
  - 4月13日 - 日本累計500万1598台[101]。
  - 12月26日 - 日本累計594万9887台[102]。
- 2011年
  - 3月29日 - 世界累計5000万台[103]。
  - 12月25日 - 日本累計741万7148台[104]。
- 2012年
  - 11月4日 - 世界累計7000万台[105]。
  - 12月30日 - 日本累計874万4333台[106]。
- 2013年
  - 11月2日 - 世界累計8000万台[107]。
  - 12月29日 - 日本累計956万8500台[108]。
- 2017年
  - 3月31日 - 世界累計8740万台。